# クール・エイド
クール・エイド(Kool-Aid)は、アメリカ合衆国を発祥とする粉末ジュースのブランドである。現在はクラフト・ハインツがこのブランドを保有している。

## 歴史

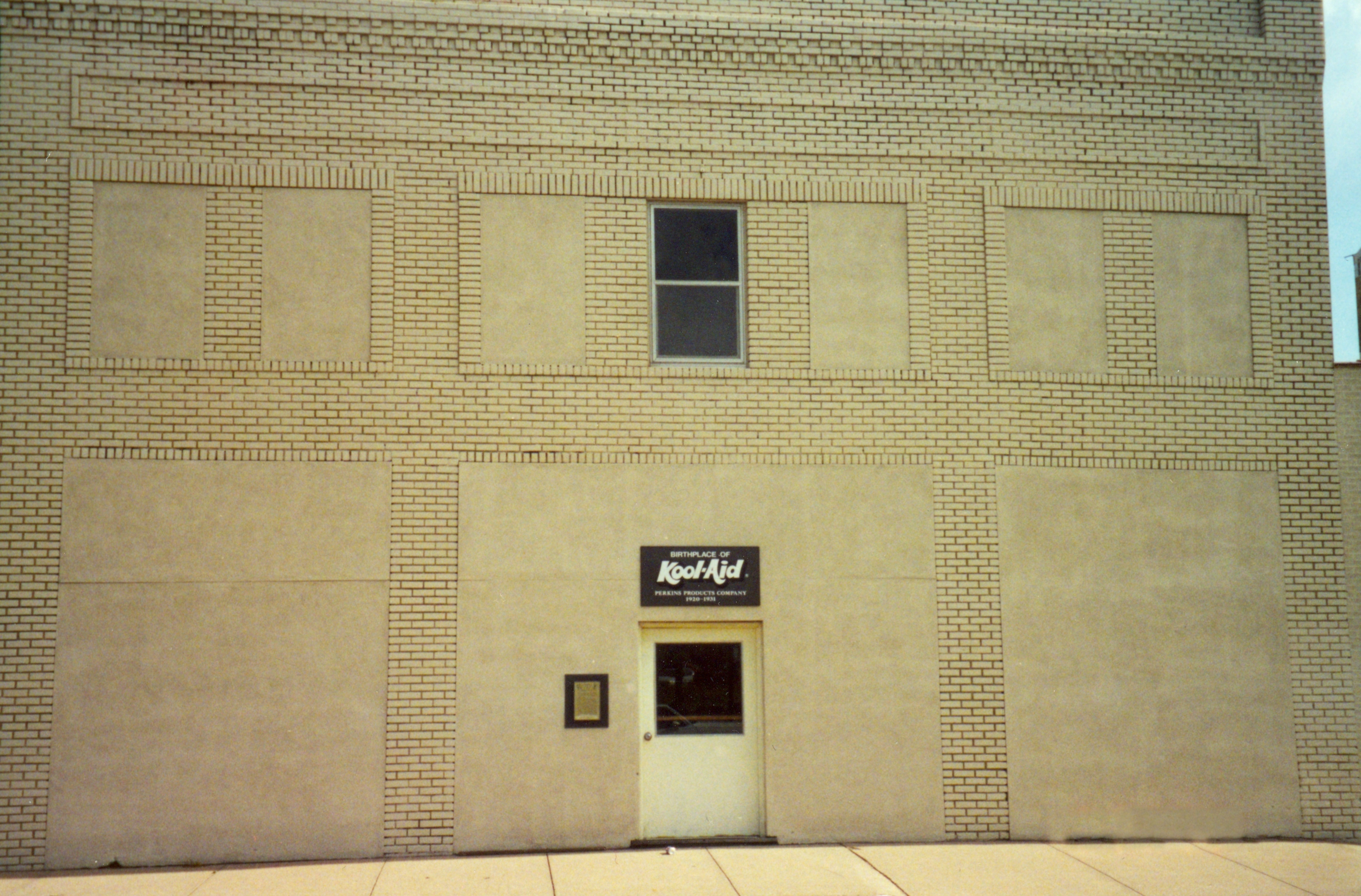
クール・エイドが発明されたネブラスカ州ヘイスティングズの建物

クール・エイドは、ネブラスカ州ヘイスティングズに住むエドウィン・パーキンスが発明した。パーキンスは、自宅の台所で実験を行っていた。最初に作ったのは、ジュースを濃縮した液体状の「フルーツ・スマック」(Fruit Smack)だった。1927年、輸送しやすくするために、パーキンスはフルーツ・スマックを粉末状にする方法を開発し、この粉末を「クール・エイド」と命名した。1931年、パーキンスは生産拠点をシカゴに移した。1953年、パーキンスはクール・エイドの製造会社をゼネラルフーヅに売却した。ゼネラルフーヅはクラフトフーヅとの合併などを経て、現在はクラフト・ハインツとなっている。
クール・エイド発祥の地のヘイスティングズでは、毎年8月に「クール・エイド・デイズ」という祭りが開催されている。ネブラスカ州はクール・エイドを「州のソフトドリンク」に制定している。
クール・エイドには、古いパッケージのコレクターが存在し、そのコミュニティの活動は活発である。稀少なパッケージは、オークションサイトで数百ドルの値が付くことがある。

## 利用法
クール・エイドは通常、粉末状で容器に入れられて販売されており、水で薄めて供される。ほとんどの製品は砂糖が入っていないので、好みに応じて砂糖を入れる。また、1杯分のクール・エイドが入っていて、水を入れるだけでそのまま飲めるようにした容器や、既に水で薄めた状態でボトルに詰めたものも売られている。この他、クール・エイドで作ったアイスクリームや発泡タブレットもある。
クール・エイドを溶かした水に髪や羊毛を付けると色が染まるため、染料としても使用される。

## 宣伝
1950年代にゼネラルフーヅがこのブランドを買収した後、同社は宣伝のためにクール・エイド・マン(Kool-Aid Man)というマスコットを作った。これは、クール・エイドが入ったピッチャーを擬人化したものである。
2011年から、クラフト社は、クール・エイドのマーケティングのターゲットを、ラテン系住民を中心にするようになった。同社によれば、クール・エイドを愛飲する人の約20%がヒスパニックであり、20%強がアフリカ系アメリカ人である。

## 大衆文化において
クール・エイドはアメリカにおいて粉末ドリンクの代名詞のようになっており、クール・エイド以外の粉末ドリンクについても「クール・エイド」と呼ばれることがある（商標の普通名称化）。
「クール＝エイドを飲む」(drinking the Kool-Aid)というスラングは、「同調圧力に屈して誤った選択をしてしまうこと」や「盲信」を意味する。これは、1978年にアメリカのカルト教団である人民寺院が、教祖のジム・ジョーンズの指示により集団自殺をした際に、クール・エイドと毒物を混ぜて飲んだとされていることによる。しかし実際には、クール・エイドだけでなく競合商品のフレーバー・エイドも使われていた。クール・エイドを販売するクラフトフーヅも同様の説明をした。
トム・ウルフのノンフィクション作品"The Electric Kool-Aid Acid Test"（日本語訳題『クール・クール LSD交感テスト』）は、ケン・キージーと、彼が率いるサイケデリック集団「メリー・プランクスターズ」を描いたものである。このタイトルは、1960年代にメリー・プランクスターズがカリフォルニア州ワッツで行っていたLSDの体験イベント「アシッド・テスト」で、クール・エイドにLSDを混ぜていたことによる。